# Carreteiro

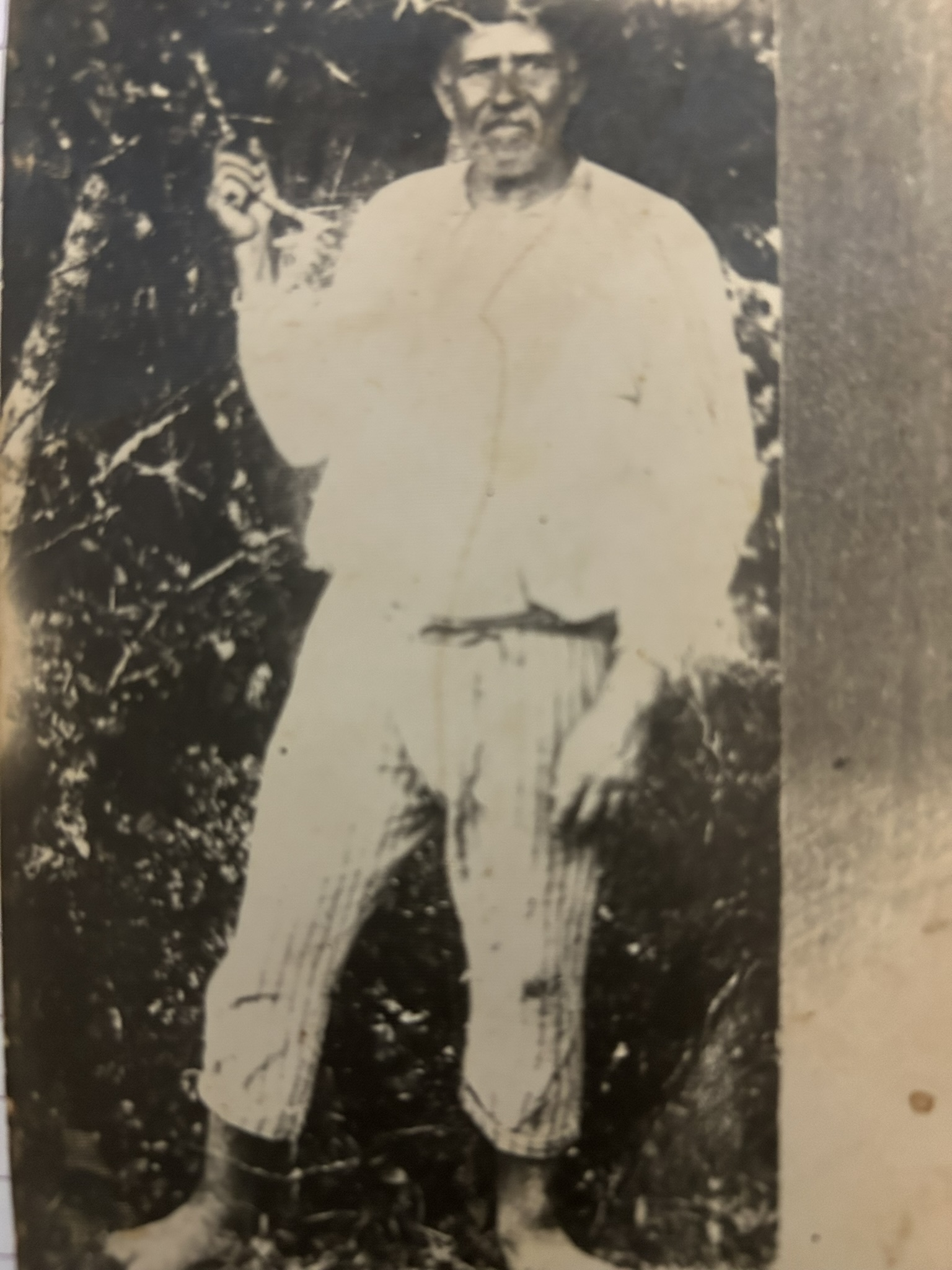
Única imagem existente de Cândido da Veiga, também conhecido como Candinho da Veiga, O Carreteiro.

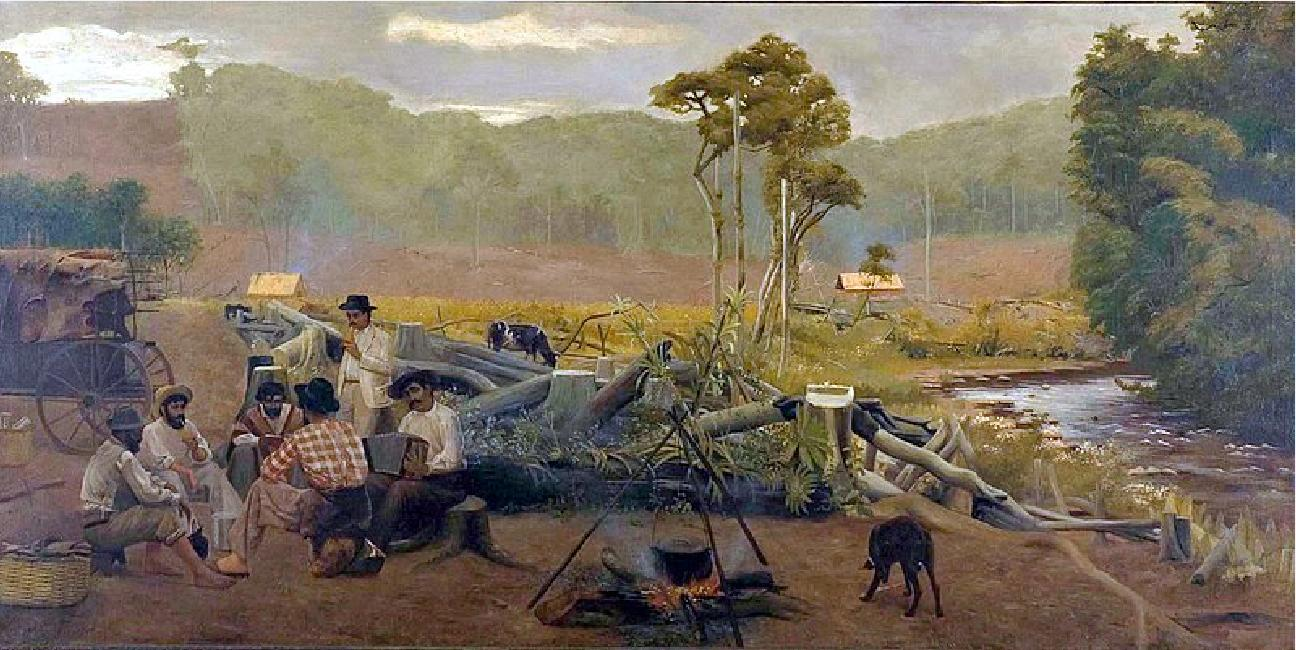
Carreteiros descansando no Rio Grande do Sul, no início do século XX.

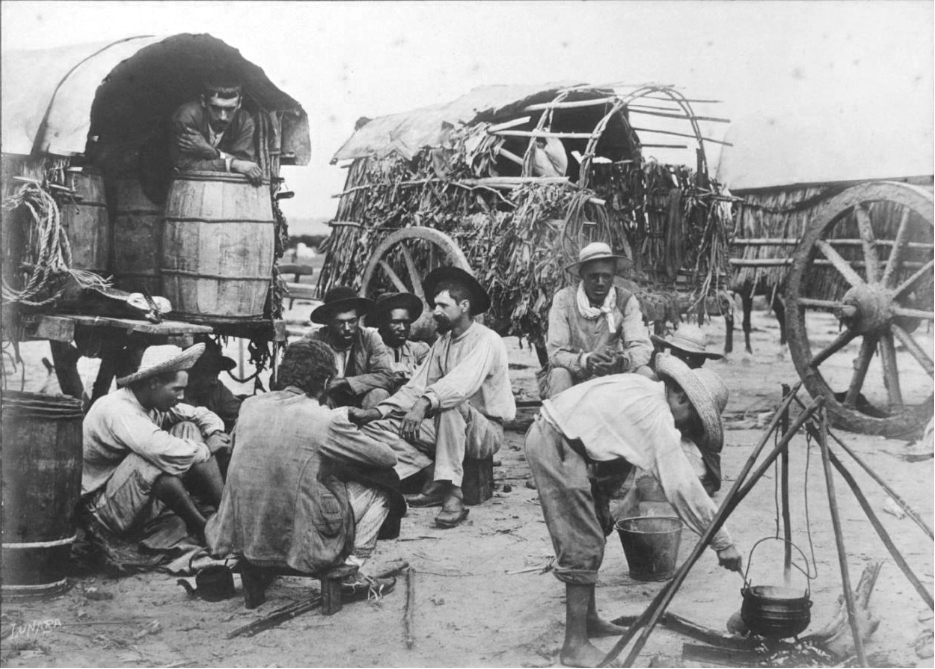
Carreteiros em 1919

Um carreteiro é uma pessoa (geralmente homem) que transporta produtos, mantimentos e artigos variados se valendo de carreta de bois. Ele sabe como lidar com os bois, como cangá-los ao carro, como manter a carreta, como guia-la nos diferentes terrenos e bem acomodar a carga para que não se estrague e nem se perca. 
A carreta, associada aos animais, aos produtos, ao mercado e aos seus condutores foi, por mais de meio século, o veículo responsável por fazer a ligação em diversas regiões. No passado, a carreta de bois foi utilizada normalmente para o transporte, até mesmo de pessoas. Todavia, para passeio e outros compromissos, que não requeressem transporte de cargas, as pessoa preferiam veículos mais leves, infinitamente mais rápidos e muito mais confortáveis. Veículos como a carroça, a carruagem e a charrete eram suspensas sobre molas, podiam ter bancos com acentos estofados, sendo puxadas por cavalo. Diferente destas, a carreta de bois era como uma caixa em forma trapezoidal de madeira montada sobre uma base formada por uma grossa viga longitudinal cruzada por outras duas menores postas na altura dos eixos, sendo o traseiro fixo e o dianteiro articulado fazendo a vez de barra de direção. Tudo isto ficava sobre os eixos sem nenhuma mola.
Atualmente a carreta de bois ainda é utilizada em pequenas lidas campeiras e pode ser vista em lugarejos do interior do Brasil. 
Em raros casos, a carreta era utilizada para a prática de varejo de pronta-entrega. Ao vendedor ambulante, mesmo quando se valia de carro de boi, era mais comum atribuir a expressão mascate ou caixeiro-viajante.
Carreteiro famoso pela valentia e força foi Candinho da Veiga, que viveu na região entre Santo Antônio da Patrulha e Taquara do Mundo Novo, no Estado do Rio Grande do Sul, no início do século XX. Era de uma força e valentia notáveis. Costumava transportar sacas de farinha, bem como outros produtos, sempre sobrecarregando sua carreta de tal maneira que as rodas afundavam nos terrenos mais macios e encharcados, danificando as trilhas que serviam também a outros carreteiros e pessoas montadas. Por isto, muitas vezes foi multado e arranjou problemas com a polícia. Conta que quando a carreta atolava, solitário, ele erguia a traseira com os braços ajudando os bois a tracionar.  
Atualmente, chama-se de carreteiro o motorista da moderna carreta tracionada por cavalo  mecânico – caminhão potente com um carroceria engatada e articulada. Dessas carretas se podem ver muitas rodando pelas estradas.
Os carreteiros antigos foram os inventores do "arroz de carreteiro", mais conhecido no Rio Grande do Sul como "carreteiro", feito do charque – carne salgada e seca ao sol para não estragar. Dificilmente um viajante poderia comer um churrasco pelo caminho, a não ser em alguma fazendoa ou paradouro, pois o churrasco é feito da carne fresca e o homem solitário não poderia carnear para uma refeição, sendo que não consumiria tudo e não teria como transportar. Dificilmente poderia preparar qualquer outro alimento no caminho, dado ao fato de dispor de poucos apetrechos (utensílios e proventos). Por isto adquiria um bocado de charque para a viagem, restando-lhes a alternativa de prepará-lo em porções com arroz, produzindo um prato prático, rápido e saboroso.